# Kevin Gates
Kevin Jerome Gilyard (1986. február 5. –), ismertebb nevén Kevin Gates egy amerikai rapper, énekes, és vállalkozó. A Bread Winners' Association szerződött tagja az Atlantic Records-szal társulva. Az első debütáló albuma az Islah, mely 2016 januárjában jelent meg, és a US Billboard 200-as lista második helyét foglalta el. Az Islah-ot megelőzően Gates szintén számos promóciós céllal készült mixet készített, melyek a Stranger than Fiction, By Any Means és a Luca brasi 2, amelyek a negyvenedik helyet érték el a Billboard 200-as listán.

## Gyermekkora
Kevin Gates, teljes nevén Kevin Jerome Gilyard 1986. február 5-én született. Nem sokkal születése után családjával Baton Rouge-ba költöztek. Gates-nek sokszor voltak nehézségei gyermekkorában és a neveltetése sem volt egyszerű. 1999-ben tartóztatták le először 13 évesen, utasként autólopásért. Nem sokkal később, 17 éves korában a Baton Rouge Közösségi Kollégiumban tanult. Gates marokkói és Puerto Ricó-i származású.

## Pályafutása
2007-2012: Korai pályaszakasza, nehézségei és a Young Money
Gates karrierjét 2007-ben a helyi Dead Game lemezkiadónál kezdte. A 2000-es évek közepén karrierje kibontakozását jelenthették volna Baton Rouge-i barátai Boosie Badazz és Webbie. 2007-ben megjelent első promóciós dalát két barátjával közösen Pick of Da Litter néven készítette el. Egy másik promóciós céllal készült dala a 2008-ban megjelent All or Nuthin', amit Gates úgy jellemzett, "sok szenvedés...sok igaz történet". 2008-ban Gates és Boosie különváltak, ami felfüggesztette Gates zenei karrierjét. 31 hónapot töltött börtönben 2008 és 2011 között. Ez idő alatt mesterképzést végzett pszichológiából egy börtönprogram keretében. Jó cselekedete miatt azonban hamarosan szabadulhatott a börtönből.

A börtönben töltött évei után Gates ismét zenei munkába fogott. 2012-ben a Make 'Em Believe című dal sikert hozott számára. Szintén népszerűségre tett szert Lil Wayne lemezkiadójánál a Young Money Entertainment-nél. Még abban az évben Gates vezetői pozícióba kapott megbízást, ennek ellenére soha nem szerződött a Young Money-val. Bár megjegyezte: igaz, Birdman volt az ötletadója, hogy később önálló lemezkiadói karrierbe fogjon.

## Diszkográfia
Stúdió albumok:
- Islah (2016)

Mixtape-ek/EP lemezek:
- The Luca Brasi Story (2013)
- Stranger Than Fiction (2013)
- By Any Means (2014)
- Luca Brasi 2 (2014)
- Murder For Hire 2 (2016)
- By Any Means 2 (2017)
- Chained to the City (2018)
- Luca Brasi 3 (2018)